# Kvinna i solnedgång
Kvinna i solnedgång (tyska: Frau vor der untergehenden Sonne) är en oljemålning av den tyske romantiske konstnären Caspar David Friedrich från omkring 1818. Målningen ingår i Museum Folkwangs samlingar i Essen sedan 1937.
Trots att målningen är förhållandevis liten, 22 gånger 30,5 cm, illustrerar den tydligt Friedrichs förmåga att besjäla landskapet och skapa en förtätad stämning. Kvinnan på bilden som skådar ut över solnedgången är sannolikt Caroline Bommer, konstnärens hustru från 1818. Som så ofta i Friedrichs målningar är hon vänd från betraktaren (jämför till exempel Vandraren över dimhavet) och iklädd en gammaltysk dräkt (Altdeutsche Tracht). Dräkten var en patriotisk gest som blev särskilt populär i samband med och i efterdyningarna av Frankrikes ockupation av Tyskland under Napoleonkrigen. 
Målningen ingick i Nationalmuseums stora Friedrichutställning Den besjälade naturen 2009–2010 och prydde omslaget till dess utställningskatalog. 